# Janet McTeer
Janet McTeer (Newcastle upon Tyne, 5 augustus 1961) is een Engels actrice. Zij werd in 2000 voor een Oscar genomineerd voor haar hoofdrol in Tumbleweeds en in 2011 voor haar bijrol in Albert Nobbs. Meer dan vijf andere acteerprijzen werden haar daadwerkelijk toegekend, waaronder een Golden Globe, een National Board of Review Award en een Golden Satellite Award voor Tumbleweeds en de juryprijs van het Sundance Film Festival 2000 voor de muzikale dramafilm Songcatcher. Ook won ze in 1997 een Tony Award voor haar hoofdrol in Henrik Ibsens toneelstuk A Doll's House.
McTeer werd voor haar verdiensten in 2008 benoemd tot Officier in de Orde van het Britse Rijk.

## Filmografie
*Exclusief 10+ televisiefilms
- Mission: Impossible – The Final Reckoning (2025)
- The Menu (2022)
- Maleficent (2014, stem)
- The Woman in Black (2012)
- Albert Nobbs (2011)
- As You Like It (2006)
- Tideland (2005)
- The Intended (2002)
- The King Is Alive (2000)
- Songcatcher (2000)
- Waking the Dead (2000)
- Tumbleweeds (1999)
- Velvet Goldmine (1998, stem)
- Saint-Ex (1996)
- Carrington (1995)
- Wuthering Heights (1992)
- I Dreamt I Woke Up (1991)
- Hawks (1988)
- Half Moon Street (1986)

## Televisieseries
*Exclusief eenmalige gastrollen
- Jessica Jones - Alisa Jones (2015-2019)
- Ozark – Helen Pierce (17 afl., 2018-2020)
- Battle Creek – Commander Kim Guziewicz (13 afl., 2015)
- The Honourable Woman – Dame Julia Walsh (8 afl., 2014)
- Psychoville – Cheryl (2 afl., 2009)
- Hunter – DS Amy Foster (2 afl., 2009)
- Sense and Sensibility – Mrs. Dashwood (3 afl., 2008)
- The Amazing Mrs Pritchard – Catherine Walker (6 afl., 2006)
- The Governor – Helen Hewitt (7 afl., 1995–1996)
- Les Girls – Susan (7 afl., 1988)
- Gems – Stephanie Wilde (2 afl., 1986)

- Bibsys: 7031134
- Biblioteca Nacional de España: XX1541168
- Bibliothèque nationale de France: cb14205220f (data)
- Catàleg d'autoritats de noms i títols de Catalunya: 981058510365206706
- Gemeinsame Normdatei: 138998906
- International Standard Name Identifier: 0000 0001 0859 4403
- Library of Congress Control Number: no97047385
- MusicBrainz: d9ce5e84-3aad-43f2-9332-456f6319cff6
- Nationale Bibliotheek van Tsjechië: pna2005261893
- Nationale bibliotheek van Australië: 42421108
- Nationale Bibliotheek van Israël: 987007425020505171
- Nederlandse Thesaurus van Auteursnamen: 212823493
- Système universitaire de documentation: 060621281
- Trove: 1457909
- Virtual International Authority File: 95127516
- WorldCat: E39PBJqVYfpxCVkrG4pTfpbrv3